# Renārs Vucāns
Renārs Vucāns (Riga, 4 novembre 1973) è un ex calciatore ed ex giocatore di calcio a 5 lettone, di ruolo centrocampista.

## Carriera

### Club
Ha iniziato la sua carriera nel Pardaugava, per poi giocare per due stagione nello Skonto/Metals, formazione riserve dello Skonto.
Passò quindi al Daugava, divenuto l'anno successivo LU-Daugava.
Dopo un anno all'FK Rīga con cui vinse il suo primo trofeo (la Coppa di Lettonia), si trasferì allo Skonto, vincendo il campionato e la coppa nazionale.
Nel 2001 scese per la prima volta nell'1. Līga, con l'Auda.

### Nazionale
Ha debuttato il 22 febbraio 2000 in nazionale, entrando a pochi minuti dalla fine al posto di Vitālijs Astafjevs, nel corso di una partita disputata contro la Romania nell'ambito del Torneo internazionale di Cipro. Nella gara successiva, nell'ambito dello stesso torneo, esordì titolare, giocando per 70 minuti prima di lasciare il posto ad Andrejs Štolcers.
Totalizzò quattro incontri con la nazionale, tutte disputate nel 2000, senza mettere a segno reti.

## Statistiche

### Cronologia presenze e reti in Nazionale
| Cronologia completa delle presenze e delle reti in nazionale ― Lettonia | Cronologia completa delle presenze e delle reti in nazionale ― Lettonia | Cronologia completa delle presenze e delle reti in nazionale ― Lettonia | Cronologia completa delle presenze e delle reti in nazionale ― Lettonia | Cronologia completa delle presenze e delle reti in nazionale ― Lettonia | Cronologia completa delle presenze e delle reti in nazionale ― Lettonia | Cronologia completa delle presenze e delle reti in nazionale ― Lettonia | Cronologia completa delle presenze e delle reti in nazionale ― Lettonia |
| Data                                                                    | Città                                                                   | In casa                                                                 | Risultato                                                               | Ospiti                                                                  | Competizione                                                            | Reti                                                                    | Note                                                                    |
| ----------------------------------------------------------------------- | ----------------------------------------------------------------------- | ----------------------------------------------------------------------- | ----------------------------------------------------------------------- | ----------------------------------------------------------------------- | ----------------------------------------------------------------------- | ----------------------------------------------------------------------- | ----------------------------------------------------------------------- |
| 2-2-2000                                                                | Pafo                                                                    | Lettonia                                                                | 0 – 2                                                                   | Romania                                                                 | Torneo internazionale di Cipro                                          | -                                                                       | 82’                                                                     |
| 4-2-2000                                                                | Pafo                                                                    | Lettonia                                                                | 1 – 3                                                                   | Slovacchia                                                              | Torneo internazionale di Cipro                                          | -                                                                       | 70’                                                                     |
| 6-2-2000                                                                | Larnaca                                                                 | Lituania                                                                | 2 – 1                                                                   | Romania                                                                 | Torneo internazionale di Cipro                                          | -                                                                       |                                                                         |
| 26-4-2000                                                               | Kaunas                                                                  | Lituania                                                                | 2 – 1                                                                   | Lettonia                                                                | Amichevole                                                              | -                                                                       | 63’                                                                     |
| Totale                                                                  |                                                                         | Presenze                                                                | 4                                                                       |                                                                         | Reti                                                                    | 0                                                                       |                                                                         |

## Palmarès

### Club
- Campionato lettone: 1

Skonto Rīga: 2000
- Coppa di Lettonia: 1

Rīga: 1999
Skonto Rīga: 2000